# この気持ちもいつか忘れる
『この気持ちもいつか忘れる』（このきもちもいつかわすれる）は住野よるによる日本の恋愛小説。
住野よるの7作目の小説。『週刊新潮』2018年9月27日号 - 2019年8月1日号で連載された。本作品はロックバンドのTHE BACK HORNとの共同プロジェクトとして作成され、作品の構想段階から打ち合わせを重ね、創作の過程も共有して制作された。「THE BACK HORNの楽曲を聴きながら作品世界に浸ってほしい」という住野よるの思いから、2020年9月16日にTHE BACK HORNの5曲入りCDがついた『この気持ちもいつか忘れる CD付・先行限定版』が先行発売され、本文のみでCDなしの書籍は1か月遅れの2020年10月19日に発売された。小説と音楽の共同プロジェクトの側面が意識されており、作中のチカの歌がTHE BACK HORNの楽曲「輪郭」として具現化され発表されている。

## あらすじ

### 本編
どうやらこの生涯っていうのは、くそつまんねえものだ。
そう考えていた鈴木香弥(カヤ)は、使われなくなったバス停で異世界の少女チカと出会う。チカの世界の避難所とカヤの世界のバス停で2つの世界が交差する。
二人はこの2つの世界の干渉を探すためさまざまな実験をしたり、互いの世界の文化を伝え合ったりして時間を過ごす。カヤはチカと交流を深めるうちに、彼女に向けた恋心に気がつく。チカに想いを伝えるが、恋愛という概念のない世界で生きるチカにはよく理解してもらえなかった。チカはそれでもカヤの気持ちを大切にしようとしたため、カヤはチカと甘い時を過ごした。
チカの誕生日の前日、チカが「初めにカヤに出会えてよかった」とつぶやく。他の避難所でチカは別の誰かとも会っていたという。そのことにカヤは激しく動揺しチカを責め、チカは地下室を出て行った。それ以来、カヤとチカが会うことはなかった。

### 誰も望まないアンコール
時は流れ、カヤは３１歳になる。
仕事で再会した高校の同級生、斎藤と付き合うことになり、付き合ってしばらくした頃、空っぽな自分に人生を委ねようとする斎藤が哀れになり、自分の内面を明かす。斎藤は激しく怒り、二人は別れる。
カヤは、斎藤に対して自らの中にある本心を伝えなかったことは贖罪すべきかと考えたが一蹴する。人がすべての考えや行動を見せてくれなかったからと憤るのは身勝手だからだ。その時、自分がチカにした同じ行動を思い出した。斎藤の、カヤのすべてを知りたいという気持ちは愚かだと思ったが、チカへの思いがここにあったらそんな考えはできないはずだと感じ、チカへの気持ちが薄くなってしまっていることに気づく。
気持ちが薄くなったのは斎藤のせいではないかと考え再び斎藤に会った。斎藤は「私たちは特別なんだ、出会うものすべてが。だから忘れたんだよ」と答える。斎藤は「だからいま自分の心と大切なものに恥じない自分でいなくてはならない、悩んで苦しんでいまを積み上げていくことしかできない。それを繰り返したときにチカを好きだった自分が確かにいるって今ができる」とつなげる。この世界の色は戻らない。息苦しさは抜けない、許されてもいない。それでもこの世界にいても良いのだと言われた気がした。
のちに斎藤と暮らしていると、避難所でチカが歌ってくれた歌を耳にする。驚いたカヤはその歌を作ったアーティスト、安芸一歌と会い、彼女は確かにチカだと感じる。
カヤと斎藤は帰省する。カヤは父と兄に斎藤を紹介し、「俺の時間を使ってほんの少しでも沙苗のために何かができたらと思っている」と話す。

## 登場人物
鈴木香弥（スズキ カヤ）
退屈な毎日と周囲に飽き飽きしながら生きる高校生。平凡なクラスメイトたちを見下しているが、自分も同じくつまらない人間であることを自覚していた。学校では毎日退屈に机をみて過ごしている。自分の世界にはない何か特別なものを得て自分の人生を変えたいと願っている。本や音楽に傾倒したら退屈さがなくなるかと考えたこともあったが人の創作物が自分の心を埋められないことと、少しばかりの知識が身について終わった。
チカ
目と爪が輝いており爪と目しか見えない異世界の住人。国ごとに色が違い生まれたときに敵と味方を区別するために目と爪が着色される。チカの世界は戦争中であり、攻めらる日の時はチカの避難所にいる。チカという呼び名はカヤの世界でのチカの名前が認識できないため「普遍的な名前で2文字が良い」というチカの希望から地下（チカ）の避難所にいるということからカヤにチカと名付けられた。カヤの世界と多くを共通するが、味、匂いが共有できず、コイビトの概念がない。
田中/会沢志穂梨（あいざわ　しほり）
カヤのクラスメイト。前の席、席替えしても横の席と近くに座っているので、時々カヤに話しかけてくる。実際は会沢志穂梨という名前で、カヤがクラスの人間を十把一絡げで分類して田中と呼んでいた。
アルミ
田中の飼っている犬。人懐っこい。
斎藤/須能沙苗（すのう さなえ）
カヤと同様他の人間とコミュニケーションをとらない女の子。放課後大抵の生徒は自由になったことにより弛緩し、一部の生徒はこれからはじまる部活を思い緊張するため教室から出ることに逡巡する時間、カヤと斎藤だけがタイムロスなく教室をでる。下駄箱で先についた方が靴を履き替えるので、遅れた方はそれを待つことになる。そんな日々を毎日過ごすが会話はない。チカの世界で戦争がひどくなった時から斎藤は他の生徒とコミュニケーションをとるようになり、その理由を問われると「出会ったの」と答える。大人になってからはラジオ局で働いている。31歳になり鈴木香弥と再会し恋人になる。カヤはクラスの十把一絡げで分類している田中達からすこしだけはみ出した行動をしている人を斎藤と呼んでおり、交際してからもカヤには心の中では斎藤と呼ばれていた。
和泉（いずみ）
カヤの元カノ。中学3年生の時に3か月だけつきあった。別れた後、自殺未遂を行う。